# Reprezentacja Austrii na Mistrzostwach Świata w Narciarstwie Alpejskim 2011
Austria na Mistrzostwach Świata w Narciarstwie Alpejskim 2011 w Garmisch-Partenkirchen reprezentowało dwudziestu czterech sportowców (kobieta, mężczyzna). Zdobyli oni łącznie osiem medali (4 złote, 3 srebrne, 1 brązowy), co dało im pierwsze miejsce w klasyfikacji generalnej.

## Wyniki
Mężczyźni
Romed Baumann
- Supergigant - 6. miejsce
- Zjazd - 4. miejsce
- Kombinacja alpejska - nie ukończył
- Slalom gigant - 11. miejsce

Christoph Dreier
- Slalom - 18. miejsce

Stephan Görgl
- Slalom gigant - 23. miejsce

Mattias Hargin
- Slalom - 12. miejsce

Reinfried Herbst
- Slalom - nie ukończył

Wolfgang Hörl
- Slalom - nie ukończył

Klaus Kröll
- Zjazd - 11. miejsce

Mario Matt
- Slalom - 4. miejsce

Manfred Pranger
- Slalom - 9. miejsce

Joachim Puchner
- Kombinacja alpejska - 12. miejsce

Benjamin Raich
- Supergigant - 5. miejsce
- Kombinacja alpejska - 4. miejsce

Hannes Reichelt
- Supergigant - 2. miejsce
- Zjazd - 16. miejsce

Philipp Schörghofer
- Slalom gigant - 3. miejsce

Björn Sieber
- Kombinacja alpejska - 13. miejsce
- Slalom gigant - 22. miejsce

Michael Walhchofer
- Supergigant - 11. miejsce
- Zjazd - 7. miejsce

Kobiety
Anna Fenninger
- Supergigant - 5. miejsce
- Kombinacja alpejska - 1. miejsce
- Zjazd - 17. miejsce

Andrea Fischbacher
- Supergigant - nie ukończyła
- Zjazd - 9. miejsce
- Slalom gigant - 25. miejsce

Elisabeth Görgl
- Supergigant - 1. miejsce
- Kombinacja alpejska - 5. miejsce
- Zjazd - 1. miejsce
- Slalom gigant - 10. miejsce

Nicole Hosp
- Supergigant - 12. miejsce
- Kombinacja alpejska - 12. miejsce
- Slalom - 18. miejsce

Michaela Kirchgasser
- Kombinacja alpejska - 13. miejsce
- Slalom - nie ukończyła

Regina Mader
- Zjazd - 23. miejsce

Marlies Schild
- Slalom gigant - 8. miejsce
- Slalom - 1. miejsce

Kathrin Zettel
- Slalom gigant - 12. miejsce
- Slalom - 2. miejsce

Rywalizacja drużynowa
W rywalizacji drużynowej Austria startowała w składzie: Anna Fenninger, Michaela Kirchgasser, Marlies Schild, Romed Baumann, Benjamin Raich oraz Philipp Schörghofer. Dzięki pierwszemu miejscu w rankingu FIS, nie musieli oni startować w kwalifikacjach (przywilej ten miało jeszcze pięć innych zespołów). W ćwierćfinałach zmierzyli się z reprezentacją Chorwacji, która pokonała w kwalifikacjach Kanadę. Pojedynek zakończył się wynikiem 2-2, ale dzięki lepszym czasom dwójki najszybszych zawodników, do półfinału awansowała drużyna Austrii. Kolejnym przeciwnikiem liderów rankingu FIS były Włochy, ostatecznie rozgromione 4-0. W finale Austria zmierzyła się z drużyną Francji, remisując z nią 2-2, ale ostatecznie przegrywając na czas.